# Anderson Luís de Abreu Oliveira
Anderson Luís d'Abreu Oliveira (nascut a Porto Alegre, Brasil, el 13 d'abril del 1988), més conegut simplement com a Anderson, és un futbolista professional brasiler que actualment juga de migcampista ofensiu al Manchester United FC de la Premier League anglesa. Anderson, també juga per la selecció del Brasil des del 2007.
El 2008 va ser guardonat amb el Premi Golden Boy, que és atorgat al millor futbolista mundial menor de 21 anys.

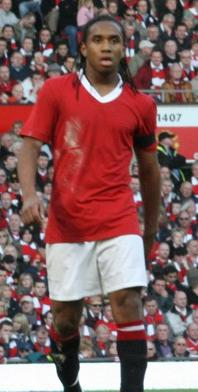
Anderson jugant el derbi de Mancherter el 10 de febrer de 2008.

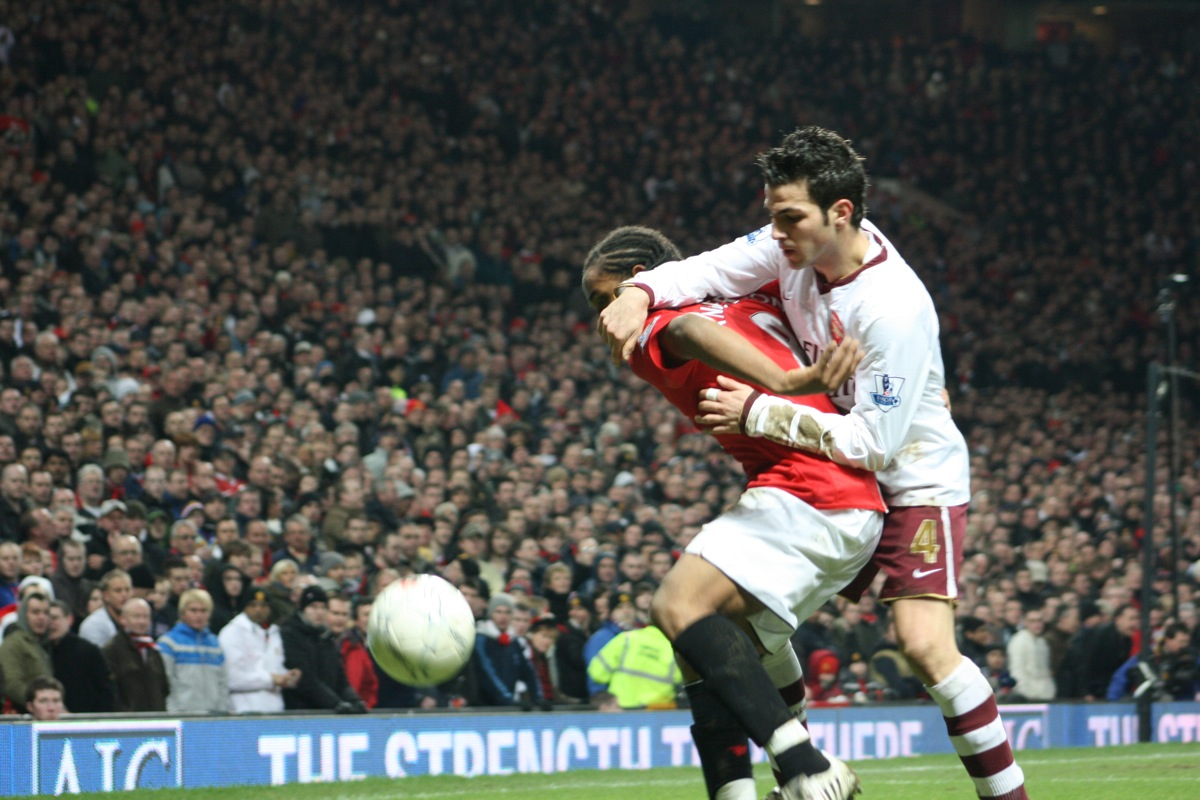
Anderson enfront Cesc Fàbregas en un partit davant l'Arsenal FC.

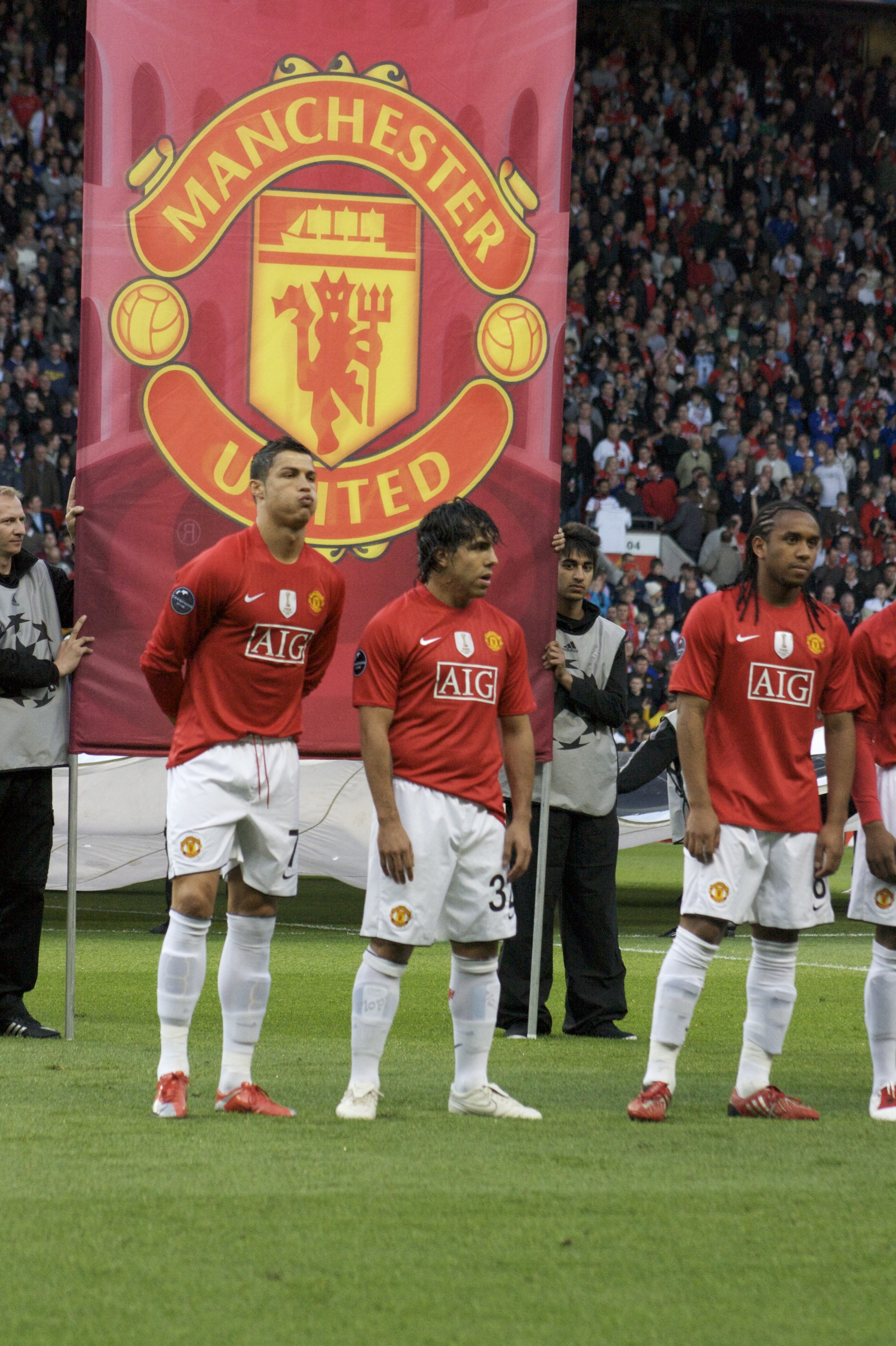
Anderson (dreta), Cristiano Ronaldo i Carlos Tevez.

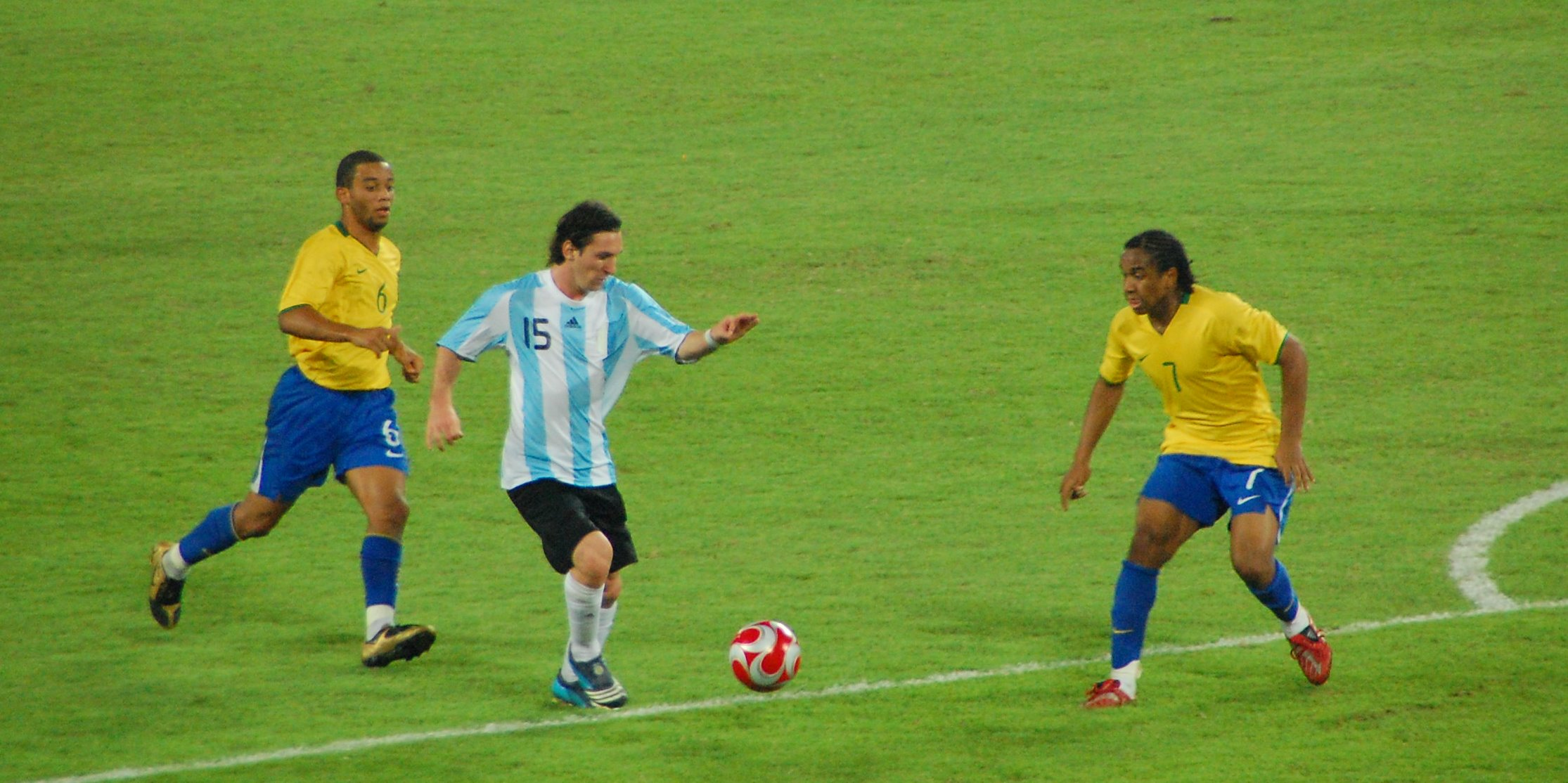
Anderson (dreta) amb Lionel Messi i Marcelo (esquerra) als Jocs Olímpics.